# Grand Prix Kanady 1979
Grand Prix Kanady ( XVIII Grand Prix du Canada ) byla 14. závodem sezóny 1979, který se konal 30. září 1979 na okruhu Gillese Villeneuvea.

## Výsledky
- 30. září 1979
- Okruh Montreal
- 72 kol x 4,410 km = 317,520 km
- 327. Grand Prix
- 5. vítězství Alana Jonese
- 5. vítězství pro Williams
- 19. vítězství pro Austrálii
- 4. vítězství pro vůz se startovním číslem 27

| Pozice | Jezdec                | Vůz                      | Čas                    |
| ------ | --------------------- | ------------------------ | ---------------------- |
| 1      | Alan Jones            | Williams FW07            | 1:52'06.892            |
| 2      | Gilles Villeneuve     | Ferrari 312T4            | á 0:01:080             |
| 3      | Clay Regazzoni        | Williams FW07            | á 1:13:656             |
| 4      | Jody Scheckter        | Ferrari 312T4            | á 1 kolo               |
| 5      | Didier Pironi         | Tyrrell 009              | á 1 kolo               |
| 6      | John Watson           | McLaren M29              | á 2 kola               |
| 7      | Ricardo Zunino        | Brabham BT49             | á 4 kola               |
| 8      | Emerson Fittipaldi    | Copersucar F6A           | á 5 kol                |
| 9      | Jan Lammers           | Shadow DN9               | á 5 kol                |
| 10     | Mario Andretti        | Lotus 79                 | á 6 kol/Došlo palivo   |
| Kolo   | Odstoupili            | -                        | Příčina                |
| 61     | Nelson Piquet         | Brabham BT49             | Převodovka             |
| 52     | Vittorio Brambilla    | Alfa Romeo N179          | Palivový systém        |
| 47     | Jacky Ickx            | Ligier JS11              | Převodovka             |
| 33     | Jean-Pierre Jarier    | Tyrrell 009              | Motor                  |
| 28     | Derek Daly            | Tyrrell 009              | Motor                  |
| 26     | Hector Rebaque        | Rebaque HR100            | Motor                  |
| 24     | Jean-Pierre Jabouille | Renault RS10             | Brzdy                  |
| 24     | Elio de Angelis       | Shadow DN9               | Cívka                  |
| 23     | Carlos Reutemann      | Lotus 79                 | Suspenzor              |
| 20     | Riccardo Patrese      | Arrows A1B               | Mimo trať              |
| 19     | Patrick Tambay        | McLaren M29              | Mimo trať              |
| 14     | René Arnoux           | Renault RS10             | Nehoda                 |
| 14     | Hans-Joachim Stuck    | ATS D3                   | Nehoda                 |
| 10     | Jacques Laffite       | Ligier JS11              | Motor                  |
| -      | Nekvalifikoval se     | -                        | Čas                    |
|        | Jochen Mass           | Arrows A2                | 1'34.365 / 105.0%      |
|        | Marc Surer            | Ensign N179              | 1'34.747 / 105.4%      |
|        | Keke Rosberg          | Wolf WR9                 | 1'35.061 / 105.8%      |
|        | Alex Ribeiro          | Copersucar F6A           | 1'36.901 / 107.8%      |
|        | Arturo Merzario       | Merzario A4 (Kauhsen WK) | 1'37.590 / 108.6%      |
| -      | Nestartoval           | -                        | Příčina                |
|        | Niki Lauda            | Brabham BT49             | Porucha                |
|        | Riccardo Patrese      | Arrows A2                | Startoval v jiném voze |

## Nejrychlejší kolo
- Alan Jones Williams 1'31.272 - 173.942 km/h
- 2. nejrychlejší kolo Alana Jonese
- 5. nejrychlejší kolo pro Williams
- 15. nejrychlejší kolo pro Austrálie
- 7. nejrychlejší kolo pro vůz se startovním číslem 27

## Vedení v závodě
| Kola           | km       | Jezdec            | %   |
| -------------- | -------- | ----------------- | --- |
| 1. – 50. kolo  | 220.5 km | Gilles Villeneuve | 70% |
| 51. – 72. kolo | 97.02 km | Alan Jones        | 30% |

| Villeneuve | Jones |
| ---------- | ----- |

## Postavení na startu
Alan Jones - Williams- 1'29.892
- 2. Pole position Alana Jonese
- 2. Pole position pro Williams
- 15. Pole position pro Austrálie
- 2. Pole position pro vůz se startovním číslem 27

| *  | *                                      | *  | *                                      | Kvalifikace                            |
| -- | -------------------------------------- | -- | -------------------------------------- | -------------------------------------- |
| 1  | Alan Jones Williams 1'29.892           |    |                                        | Alan Jones Williams 1'29.892           |
|    |                                        | 2  | Gilles Villeneuve Ferrari 1'30.554     | Gilles Villeneuve Ferrari 1'30.554     |
| 3  | Clay Regazzoni Williams 1'30.768       |    |                                        | Clay Regazzoni Williams 1'30.768       |
|    |                                        | 4  | Nelson Piquet Brabham 1'30.775         | Nelson Piquet Brabham 1'30.775         |
| 5  | Jacques Laffite Ligier 1'30.820        |    |                                        | Jacques Laffite Ligier 1'30.820        |
|    |                                        | 6  | Didier Pironi Tyrrell 1'31.941         | Didier Pironi Tyrrell 1'31.941         |
| 7  | Jean-Pierre Jabouille Renault 1'32.103 |    |                                        | Jean-Pierre Jabouille Renault 1'32.103 |
|    |                                        | 8  | René Arnoux Renault 1'32.116           | René Arnoux Renault 1'32.116           |
| 9  | Jody Scheckter Ferrari 1'32.280        |    |                                        | Jody Scheckter Ferrari 1'32.280        |
|    |                                        | 10 | Mario Andretti Lotus 1'32.651          | Mario Andretti Lotus 1'32.651          |
| 11 | Carlos Reutemann Lotus 1'32.682        |    |                                        | Carlos Reutemann Lotus 1'32.682        |
|    |                                        | 12 | Hans-Joachim Stuck ATS 1'32.858        | Hans-Joachim Stuck ATS 1'32.858        |
| 13 | Jean-Pierre Jarier Tyrrell 1'33.065    |    |                                        | Jean-Pierre Jarier Tyrrell 1'33.065    |
|    |                                        | 14 | Riccardo Patrese Arrows 1'33.090       | Riccardo Patrese Arrows 1'33.090       |
| 15 | Emerson Fittipaldi Fittipaldi 1'33.297 |    |                                        | Emerson Fittipaldi Fittipaldi 1'33.297 |
|    |                                        | 16 | Jacky Ickx Ligier 1'33.355             | Jacky Ickx Ligier 1'33.355             |
| 17 | John Watson McLaren 1'33.362           |    |                                        | John Watson McLaren 1'33.362           |
|    |                                        | 18 | Vittorio Brambilla Alfa Romeo 1'33.378 | Vittorio Brambilla Alfa Romeo 1'33.378 |
| 19 | Ricardo Zunino Brabham 1'33.511        |    |                                        | Ricardo Zunino Brabham 1'33.511        |
|    |                                        | 20 | Patrick Tambay McLaren 1'33.603        | Patrick Tambay McLaren 1'33.603        |
| 21 | Jan Lammers Shadow 1'34.102            |    |                                        | Jan Lammers Shadow 1'34.102            |
|    |                                        | 22 | Hector Rebaque Rebaque 1'34.129        | Hector Rebaque Rebaque 1'34.129        |
| 23 | Elio de Angelis Shadow 1'34.256        |    |                                        | Elio de Angelis Shadow 1'34.256        |
|    |                                        | 24 | Derek Daly Tyrrell 1'34.301            | Derek Daly Tyrrell 1'34.301            |
| 25 | Nekvalifikoval se                      |    |                                        | Jochen Mass Arrows 1'34.365            |
|    |                                        | 26 | Nekvalifikoval se                      | Marc Surer Ensign 1'34.747             |
| 27 | Nekvalifikoval se                      |    |                                        | Keke Rosberg Wolf 1'35.061             |
|    |                                        | 28 | Nekvalifikoval se                      | Alex Ribeiro Fittipaldi 1'36.901       |
| 29 | Nekvalifikoval se                      |    |                                        | Arturo Merzario Merzario 1'37.590      |
|    |                                        | 30 | Nestartoval                            | Niki Lauda Brabham - -- ---            |

## Zajímavosti
- V závodě debutoval Ricardo Zunino
- Poprvé byl představen vůz Brabham BT49

| Pole position | Vítězství     | Nej. kolo     |
| Austrálie     | Austrálie     | Austrálie     |
| Alan Jones    | Alan Jones    | Alan Jones    |
| Williams FW07 | Williams FW07 | Williams FW07 |
| 1'29.892      | 1:52'06.892   | 1'31.272      |
| 176.612 km/h  | 169.926 km/h  | 173.942 km/h  |
| ------------- | ------------- | ------------- |

### Stav MS
- GP - body získané v této Grand Prix

| *  | Jezdec                | Body | GP | *  | Vůz        | Body | GP | *  | Stát           | Body | GP |
| -- | --------------------- | ---- | -- | -- | ---------- | ---- | -- | -- | -------------- | ---- | -- |
| 1  | Jody Scheckter        | 51   | 3  | 1  | Ferrari    | 104  | 9  | 1  | Francie        | 100  | 2  |
| 2  | Gilles Villeneuve     | 44   | 6  | 2  | Williams   | 75   | 13 | 2  | Jižní Afrika   | 51   | 3  |
| 3  | Alan Jones            | 40   | 9  | 3  | Ligier     | 61   |    | 3  | Kanada         | 44   | 6  |
| 4  | Jacques Laffite       | 36   |    | 4  | Lotus      | 39   |    | 4  | Austrálie      | 40   | 9  |
| 5  | Clay Regazzoni        | 29   | 4  | 5  | Tyrrell    | 24   | 2  | 5  | Švýcarsko      | 29   | 4  |
| 6  | Patrick Depailler     | 20   |    | 6  | Renault    | 20   |    | 6  | Argentina      | 20   |    |
| 7  | Carlos Reutemann      | 20   |    | 7  | McLaren    | 14   | 1  | 7  | USA            | 14   |    |
| 8  | Mario Andretti        | 14   |    | 8  | Brabham    | 7    |    | 8  | Velká Británie | 14   | 1  |
| 9  | John Watson           | 14   | 1  | 9  | Arrows     | 5    |    | 9  | Rakousko       | 4    |    |
| 10 | Jean-Pierre Jarier    | 14   |    | 10 | Fittipaldi | 1    |    | 10 | Brazílie       | 4    |    |
| 11 | René Arnoux           | 11   |    |    |            |      |    | 11 | Německo        | 3    |    |
| 12 | Didier Pironi         | 10   | 2  |    |            |      |    | 12 | Belgie         | 3    |    |
| 13 | Jean-Pierre Jabouille | 9    |    |    |            |      |    | 13 | Itálie         | 2    |    |
| 14 | Niki Lauda            | 4    |    |    |            |      |    |    |                |      |    |
| 15 | Jochen Mass           | 3    |    |    |            |      |    |    |                |      |    |
| 16 | Nelson Piquet         | 3    |    |    |            |      |    |    |                |      |    |
| 17 | Jacky Ickx            | 3    |    |    |            |      |    |    |                |      |    |
| 18 | Riccardo Patrese      | 2    |    |    |            |      |    |    |                |      |    |
| 19 | Emerson Fittipaldi    | 1    |    |    |            |      |    |    |                |      |    |